# Aloe macrocarpa
Aloe macrocarpa är en grästrädsväxtart som beskrevs av Agostino Todaro. Aloe macrocarpa ingår i släktet Aloe och familjen grästrädsväxter. Inga underarter finns listade i Catalogue of Life.